# Art of Dying (banda)
Art of Dying es una banda canadiense de metal alternativo formada en Vancouver, Columbia Británica en el año 2004 por el cantante Jonny Hetherington y el guitarrista Greg Bradley.

## Historia
El 1 de diciembre de 2009, se anunció que la banda firmó un contrato con Reprise Records y Intoxication Records, fundada por los miembros de Disturbed, David Draiman y Dan Donegan. El álbum fue producido por Howard Benson y mezclado por Chris Lord-Alge. El álbum fue lanzado el 22 de marzo de 2011.
Art of Dying ha viajado casi continuamente para la promoción del álbum. Además de ser cabeza de cartel y co-cabeza de cartel en numerosos shows, la banda se ha presentado en varios de los más grandes festivales de hard rock y heavy metal en el país. Ellos han estado tanto en la primera y segunda Avalanche Tours en 2011 y 2012, encabezado por las bandas Stone Sour y Shinedown, respectivamente. También estuvieron de gira para el Uproar Festival de 2011, encabezado por Avenged Sevenfold. La banda se presentó en los festivales Rock on the Range, Carolina Rebellion, y 48 Hours Fest en 2011.
Let The Fire Burn, un álbum acústico completo, fue lanzado el 24 de abril de 2012. El álbum incluye canciones como Completely y Get Thru This.

## Personal

### Miembros actuales
- Jonny Hetherington – voz (2004–presente)
- Jeff Brown - batería (2008–presente)
- Cale Gontier - bajo (2008–presente)
- Tavis Stanley - guitarra (2008–presente)

Antiguos miembros
- Chris Witoski - guitarra (2004–2008)
- Matt Rhode - bajo (2004–2008)
- Flavio Cirillo - batería (2004–2008)
- Greg Bradley – guitarra principal (2004–2015)

Línea del tiempo

## Discografía

### Álbumes de estudio
- Art of Dying (2007)
- Vices and Virtues (2011)
- Rise Up (2015)
- Nevermore (álbum) (2016)
- Armageddon (2019)

### Álbumes acústicos
- Let the Fire Burn (2012)

### EP
- Get Through This (2007)
- Rise Up (2015)
- Nevermore (2016)
- Nevermore Acoustic (2017)
- Ready For a Good Time (2022)

### Sencillos
- Get Through This
- Die Trying
- Get Thru This
- Sorry
- Raining (junto a Adam Gontier)
- Rise Up (junto a Dan Donegan)

### Videos musicales
- Get Through This
- Completely
- I Will Be There
- Die Trying
- Get Thru This
- Sorry
- Raining
- Breathe Again
- Rise Up
- Torn Down
- All or Nothing

- Datos: Q3624043